# قاتلان سحر

طرح روی جلد نسخه آمریکایی

قاتلان سحر داستانی نوشته دارن شان به ترجمه فرزانه کریمی از سری قصه‌های سرزمین اشباح(نهمین جلد)

## رده بندی
رمان تخیلی نوجوانانه، کمی ترسناک

## مشخصات نسخه فارسی
در ۲۲۴ صفحه توسط انتشارات قدیانی(کتاب‌های بنفشه) چاپ و منتشر شده‌است.

## کتاب قبلی و کتاب بعدی
همدستان شب|قاتلان سحر|دریاچه ارواح

## داستان
دارن شان دراین قسمت از داستان به خوبی با ذهن خواننده بازی می‌کند و او را برسر دوراهی‌های مختلفی قرار می‌دهد تالحظه پایانی بیشتر از صد پایان برایش در نظر میگیری ولی وقتی میفهمی چه کسی ارباب شبح واره هاست تازه میفهمی باید به کتاب فروشی بری یک جلد دیگه از کتاب رو تهیه کنی !

## نکته
جی‌کی‌رولینگ خواندن این کتاب را برای هری پاتر دوستان توصیه کرده‌است.(به عکس جلد نسخه آمریکایی دقت کنید)